# Aspalathus proboscidea
Aspalathus proboscidea är en ärtväxtart som beskrevs av Rolf Martin Theodor Dahlgren. Aspalathus proboscidea ingår i släktet Aspalathus och familjen ärtväxter. Inga underarter finns listade i Catalogue of Life.